# Waidhofen an der Thaya (gemeente)
Waidhofen an der Thaya is een gemeente in de Oostenrijkse deelstaat Neder-Oostenrijk, gelegen in het district Waidhofen an der Thaya. De gemeente heeft ongeveer 5800 inwoners.
Waidhofen an der Thaya was vroeger een ommuurde stad.

## Geografie
Waidhofen an der Thaya heeft een oppervlakte van 46,03 km². Het ligt in het noordoosten van het land, ten noordwesten van de hoofdstad Wenen en vlak onder de grens met Tsjechië.

## Geboren
- Alexander Wurz (1974), Formule 1-coureur

## Foto's

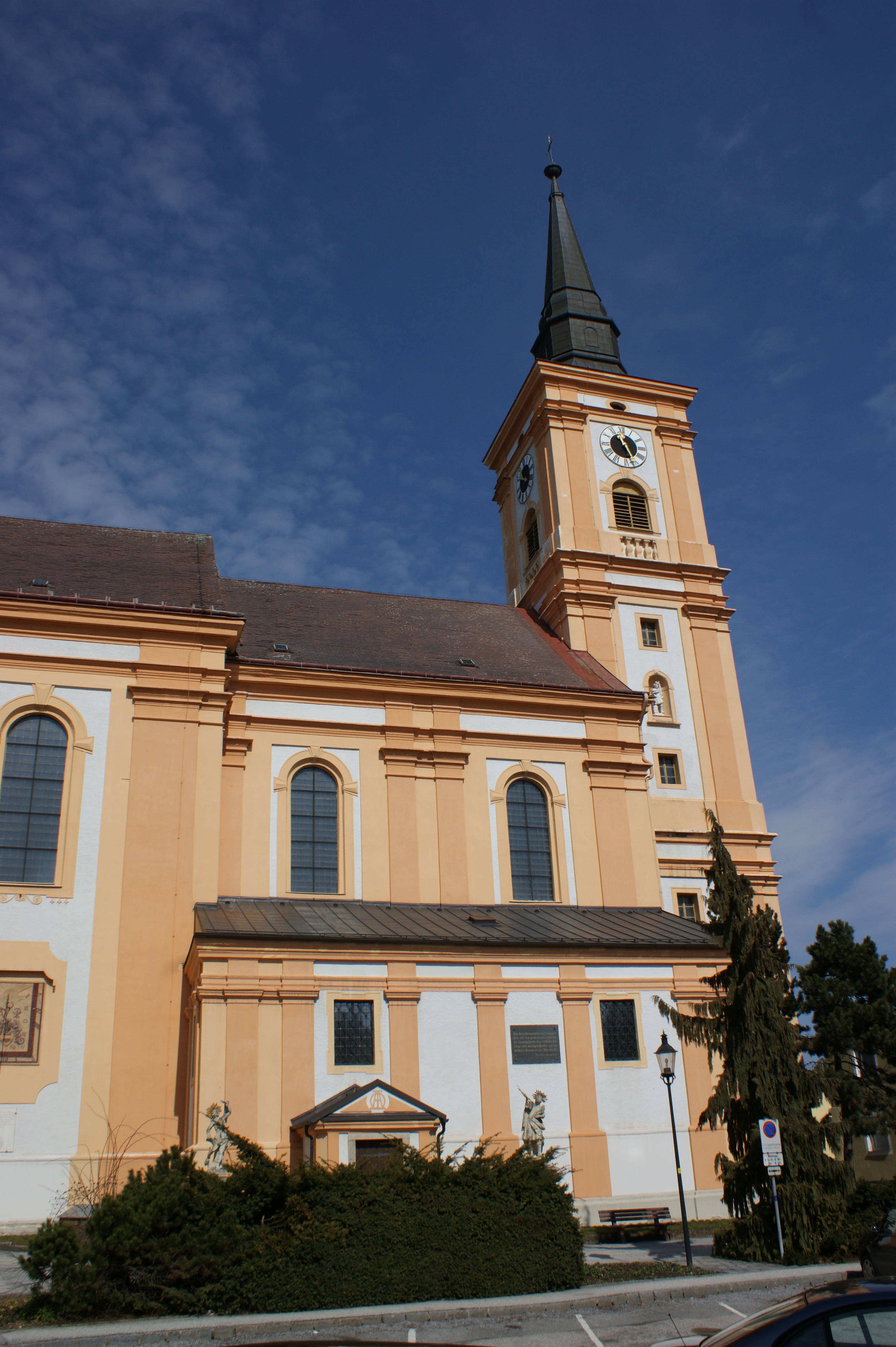
Parochiekerk
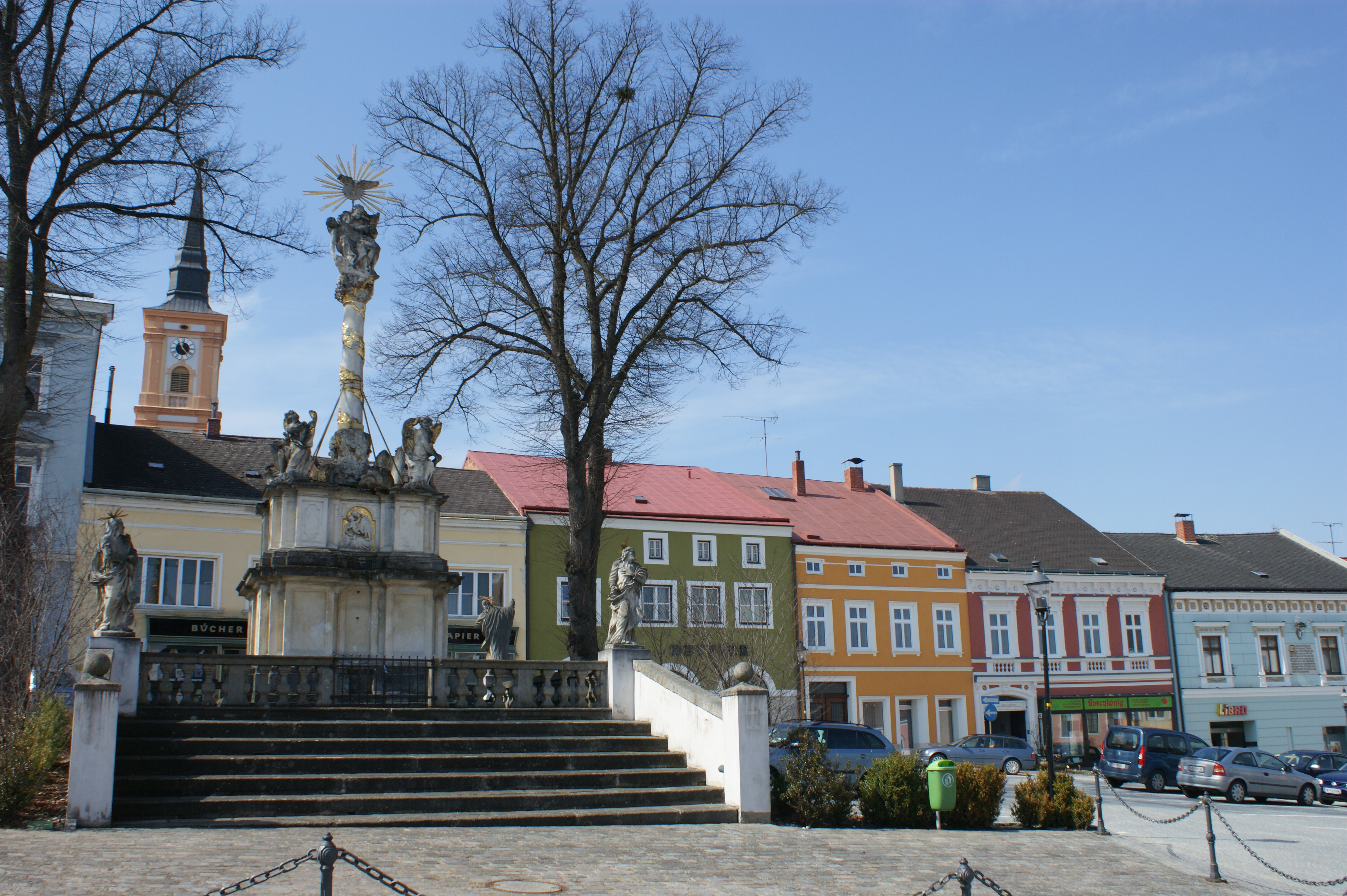
Centrum

Dietmanns · Dobersberg · Gastern · Groß-Siegharts · Karlstein an der Thaya · Kautzen · Ludweis-Aigen · Pfaffenschlag bei Waidhofen · Raabs an der Thaya · Thaya · Vitis · Waidhofen an der Thaya · Waidhofen an der Thaya-Land · Waldkirchen an der Thaya · Windigsteig
- Gemeinsame Normdatei: 4108646-6
- Library of Congress Control Number: nr94022511
- MusicBrainz: 7ca5f95a-f307-4ac9-bc0d-b7cbc48540e1
- Nationale Bibliotheek van Tsjechië: ge188380
- Nationale Bibliotheek van Israël: 987012939867505171
- Virtual International Authority File: 132969203